# Aeroport de Vágar
L'aeroport de Vágar és un aeroport de les illes Fèroe, l'únic de l'arxipèlag, situat a l'illa homònima. El seu codi IATA és FAE. És seu de la companyia aèria Atlantic Airways.
Va ser construït pels britànics entre 1942 i 1943 com a instal·lació militar durant la Segona Guerra Mundial. Durant els anys 60 la demanda popular en forçà una reconversió per a l'ús civil. Rebé el primer vol civil el 17 de juliol de 1963. Tot i això, durant 15 anys l'aeroport només podia acollir avions d'hèlix. Des de 1975 els reactors també hi poden aterrar.
El 2011 es va allargar la pista de 1250 a 1799 metres.

## Destinacions
L'aeroport de Vágar connecta amb 11 aeroports europeus de 7 estats diferents:
 Dinamarca: Copenhagen, Aalborg i Billund.
 Espanya: Barcelona, Gran Canària i Palma.
 Grècia: Creta.
 Islàndia: Reykjavík.
 Noruega: Bergen.
 Portugal: Lisboa.
 Regne Unit: Edimburg.

## Passatgers

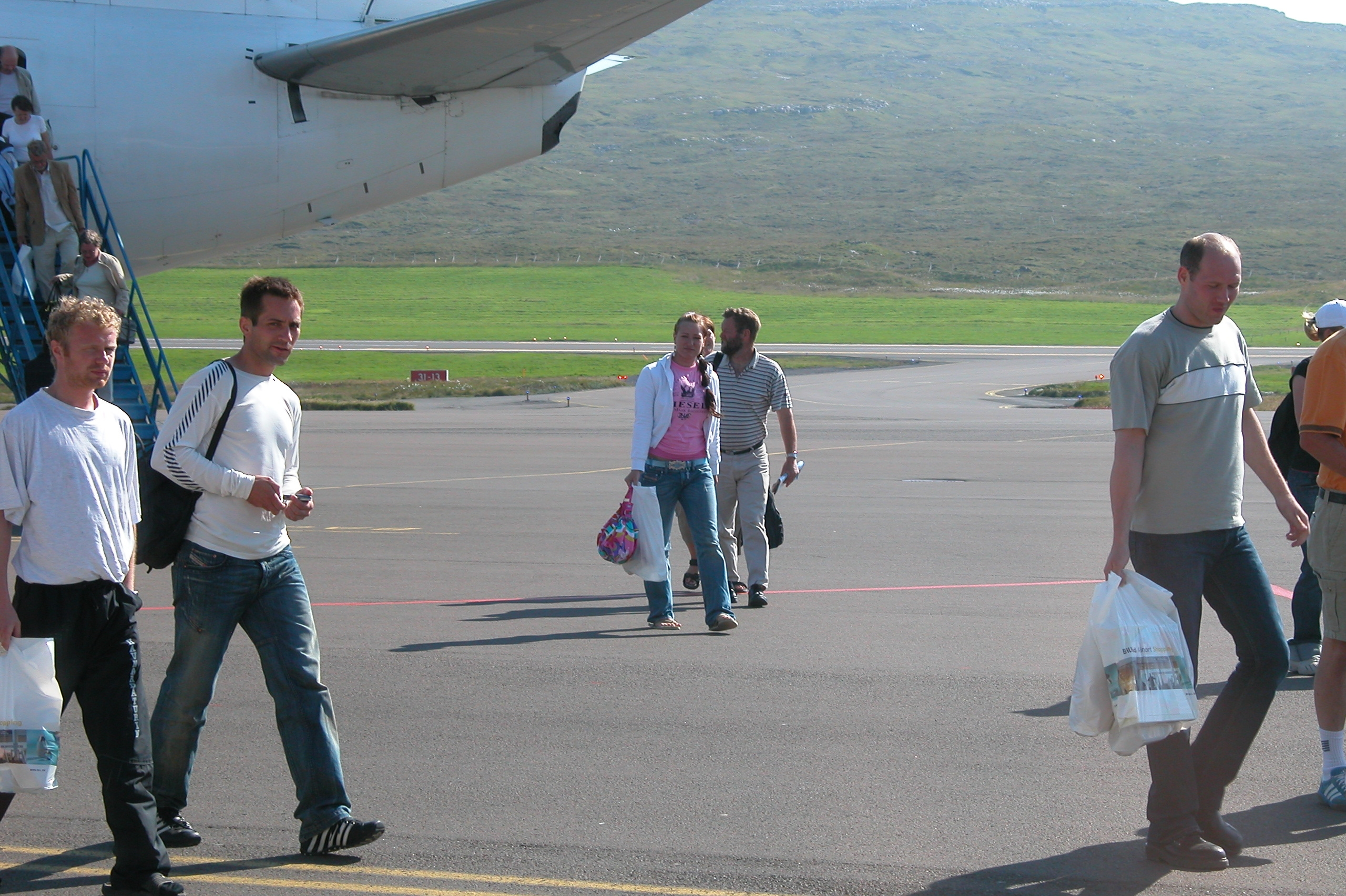
Passatgers sortint de l'avió a l'aeroport de Vágar.

## Passatgers[3]
| Any  | Passatgers |
| ---- | ---------- |
| 1988 | 108 448    |
| 1990 | 92 167     |
| 1992 | 94 319     |
| 1994 | 90 945     |
| 1996 | 109 698    |
| 1998 | 121 847    |
| 2000 | 143 208    |
| 2002 | 156 895    |
| 2004 | 166 333    |
| 2006 | 208 254    |
| 2008 | 221 942    |
| 2010 | 199 988    |
| 2012 | 225 532    |
| 2014 | 250 287    |
| 2015 | 276 385    |
| 2017 | 341 388    |
| 2018 | 377.813    |
| 2019 | 424 281    |
| 2020 | 179778     |
| 2021 | 239085     |